# كونشسيو
كونشسيو هي كومونا في مقاطعة بريشيا ، في لومباردي في وادي ترومبيا. تقع كونشسيو على بعد 8.2 كيلومتر (5.1 ميل) شمال بريشيا و 6.8 كيلومتر (4.2 ميل) جنوب ساريزو. وهذه المدينة تقع في الجزء السفلي من ڤال ترومبيا ، عند سفح مونتي اسبيان. يحد الكوميون بلديات أخرى في بريشيا ، وبوفيزو ، ولوميزان ، وفيلا كارسينا ، وغوساغو ، وكوليبيتو، وتعتبر كونشسيو مسقط رأس لجيوفاني باتيستا مونتيني ، الذي كان البابا في عام (1963-1978)، المسمى ببولس السادس .